# TOPEX/Poseidon
Topex/Poseidon war ein Erdbeobachtungssatellit zur Messung der Veränderung des Meeresspiegelniveaus und der Meeresströmungen. Die Plattform wurde von der NASA (USA) und CNES (Frankreich) gemeinsam entwickelt. Er war der erste Forschungssatellit, der die Wellenhöhen auf den Ozeanen mittels zweier speziell entwickelter Radarsensoren erfassen konnte, und legte die Basis für das geophysikalische Langzeit-Monitoring der Ozeane.
Er wurde am 10. August 1992 mit einer Ariane 42P von Kourou aus gestartet. Im Januar 2006 wurde er nach mehr als 13 Jahren außer Dienst gestellt, zuvor war das letzte Gyroskop ausgefallen. Geplant war eine Einsatzzeit von lediglich 3 bis 5 Jahren. Die direkten Topex/Poseidon-Nachfolgemissionen sind die Erdbeobachtungssatelliten Jason-1, 2 und 3. Die Daten, die Topex/Poseidon und seine Nachfolgemissionen sammelten, haben einen Meeresspiegelanstieg von im Mittel 7 cm zwischen 1992 und 2017 nachweisen können.

## Plattform
- Als Satellitenplattform für Mission wurde der Fairchild Multi-Mission Spacecraft(MMS) ausgewählt.[4] Diese Plattform stellte die:
- Kommando- und Datenverarbeitungssysteme, incl. dem Hauptcomputer
- Flughöhen- und Lagekontrollsysteme zur Steuerung des Satelliten
- Stromversorgungssysteme die eine nominale Leistung von 2.100 Watt zur Verfügung stellte, incl. der 8,7 × 3,3 Meter großen Solarpaneele und dreier Batterien
- Telekommunikationssystem, das mit einer Datenübertragungsrate von 512 Kilobyte pro Sekunde arbeitete[4]

## Beobachtungsinstrumente
TOPEX/Poseidon hatte fünf wissenschaftliche Instrumente an Bord, von denen zwei experimentellen Charakter hatten.
- Dual-Frequency TOPEX Radar Altimeter (ALT) war das Hauptmessinstrument zur Messung der Meeresoberfläche mittels Radarwellen an Bord des Satelliten. Es arbeitete gleichzeitig in zwei Frequenzbereichen von 13,6 GHz und 5,30 GHz, um Messfehler zu minimieren.
- TOPEX Microwave Radiometer (TMR) war ein Messinstrument, das primär zur Messung der Wasserdampfkonzentration in der Atmosphäre diente. Es arbeitete in drei Frequenzbereichen 18,7 GHz, 23,8 GHz und 34 GHz[6]
- Single-Frequency Poseidon Altimeter (SSALT) war ein experimenteller Radarsensor, der im Ku-Band bei 13,6 GHz arbeitete.[4]
- Doppler Orbitography and Radiopositioning Integrated by Satellite (DORIS)
- Global Positioning System Demonstration Receiver (GPSDR) war ein experimenteller GPS-Receiver zur Bestimmung der Satellitenposition im Erdorbit[4]

## Missionsaufgaben
- Bestimmung von Meereshöhen mit einer Genauigkeit von besser als 5 cm
- Beobachtung von Meeresströmungen
- Beobachtungsdaten zur Vorhersage von El Niño und La Niña
- Gemeinsame Erdbeobachtungsaufgaben mit dem Nachfolgesatelliten Jason-1, der 2001 startete